# Euselasia euodias
Euselasia euodias är en fjärilsart som beskrevs av William Chapman Hewitson 1856. Euselasia euodias ingår i släktet Euselasia och familjen Riodinidae. Inga underarter finns listade i Catalogue of Life.

## Bildgalleri

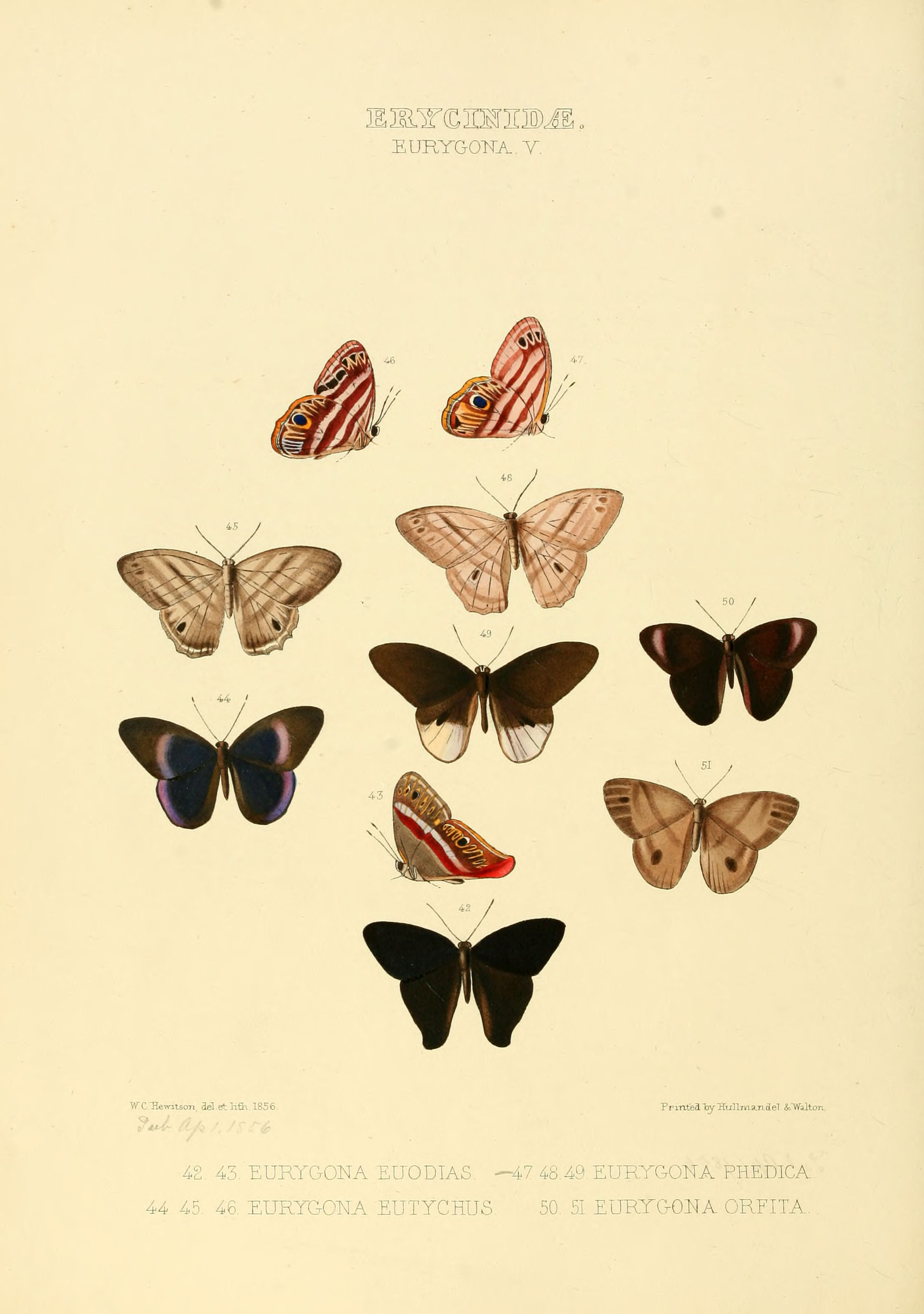